# Boi Sapatão
GRES Boi Sapatão é uma escola de samba de Campos dos Goytacazes.

## História
Em 1979, passados 16 dias do mês de dezembro, reuniu-se um grupo de amigos para fundar um Boi Pintadinho. Dentre eles estavam o boêmio Kikito, Gilmar, Boca Lee, Do Ovo (eterno “Pai João”), Sérgio Viana e Dona Domingas (eterna madrinha e protetora do Boi).  Vários nomes foram colocados e sugeridos para batizar o Boi. Por coincidência ou não, o que mais chamou a atenção de todos foi “Boi Sapatão”. À época, o saudoso Abelardo Barbosa, o famoso Chacrinha, estava no auge de sua carreira e havia acabado de gravar a música “Maria Sapatão”.[carece de fontes?]
Nos anos seguintes da década de 80, o Boi fez amigos e admiradores em suas andanças pelas ruas e bairros de Campos nos dias de carnaval. Até que em 1984 o Boi Sapatão saiu das ruas e fez sua estréia na Avenida para concorrer no Carnaval de Bois Pintadinhos do município. Nesta primeira participação não havia divisão de categorias, era um Grupo Único, e entre mais de 24 candidatos o Sapatão ficou em segundo lugar.[carece de fontes?]
Com o aparecimento de novos Bois Pintadinhos em 1985, foram criadas três categorias na competição: Grupo Especial, 1º e 2º grupos. Por ter ficado entre os campeões no ano de estréia, o Boi Pintadinho concorreu no Grupo especial em 1985 e daí por diante deixou de circular somente nas ruas e passou a ser um Boi de Avenida, participando de todas as Batalhas de Confete, sendo vencedor em três delas.[carece de fontes?]
Competiu e participou de 17 Carnavais de Avenida. E sagrou-se campeão pela primeira vez em 1991, quando ainda não existia tema obrigatório para Bois Pintadinhos.[carece de fontes?]
Por 10 anos consecutivos o Boi Sapatão venceu o carnaval de Campos — de 1991 a 2001. A população que acompanha a tradição do Pintadinho acredita que o número de títulos só não aumentou para 11, porque não houve carnaval em 1997. Por essa razão, o poder público sugeriu que o Boi Sapatão fosse transformado em Escola de Samba. A notícia soou como uma bomba e espalhou-se pelos quatro cantos da cidade. Isso nunca havia acontecido na história do Carnaval de Campos.[carece de fontes?]
A direção do Boi foi audaciosa em aceitar a proposta, já que sabia de todas as dificuldades que viriam pela frente. Até a realização do sonho houve muito trabalho em equipe, dedicação e determinação. Afinal de contas, a estrutura de um Boi Pintadinho é muito singela, quando comparada à de uma Escola de Samba. Não houve barreira que desanimasse aqueles que reconheciam a importância cultural do Boi Sapatão. E assim, com muita pena e com o coração partido, o nosso querido Boi sapatão deixou de concorrer com outros Bois, transformando-se em escola de samba. Um Boi que deixou saudades por ter embelezado muitos carnavais em Campos.[carece de fontes?]
Em 2002 passou a chamar-se G.R.E.S. Boi Sapatão. Respeitando o regulamento da Associação das Escolas de Samba de Campos (AESC), a nova Escola não desfilou neste ano, garantindo a sua vaga no carnaval de 2003 entre as Escolas de Samba. Neste mesmo ano a Escola homenageou o escritor Osório Peixoto Silva. Com um belíssimo carnaval, com muita garra, respeito e dedicação, sagrou-se vice-campeã subindo desta forma para o Grupo Especial. Em 2004 a homenageada foi a cidade de Rio das Ostras, entretanto, mesmo com um belíssimo espetáculo na Avenida, a G.R.E.S. Boi Sapatão retornou ao Grupo de Acesso.[carece de fontes?]
O rebaixamento serviu de estímulo para que em 2005 a Escola entrasse na passarela para ser campeã, como realmente aconteceu. Este foi o primeiro título do Boi Sapatão como Escola de Samba. Na ocasião a homenageada foi a então Secretária de Educação do município, a prof.ª Elisabeth Campista. Com o enredo a G.R.E.S voltou ao Grupo Especial.[carece de fontes?]
Em 2006 a escola apresentou um  projeto para a AESC, sugerindo que as Escolas tivessem o direito de usar a verba destinada à concepção de fantasias, alegorias e adereços para a aquisição de uma sede própria, projeto este que foi imediatamente aprovado. Sendo assim, a Escola de Samba Boi Sapatão não desfilou, usando a sua verba na compra de sua tão sonhada quadra de ensaio e a construção do seu próprio barracão. Uma área de 850 m² foi comprada e encontra-se em fase de acabamentos. Lá acontecem oficinas da história do boi pintadinho e sua confecção além das tradicionais mulinhas, elaboração de fantasias usando materiais alternativos, dentre outras.[carece de fontes?]
Nos anos seguintes, os homenageados foram:
- 2007 - Olavinho[carece de fontes?]

- 2008 - Sílvio Lopes: a epopeia de um vencedor[carece de fontes?]

- 2009 - Conceição de Macabu[carece de fontes?]

- 2010 - Itaperuna: Terra de Claudão[carece de fontes?]

Desfilou na segunda noite do Carnaval de Campos em 2012, tendo seu desfile sendo mal-avaliado pela imprensa. Pelo menos metade dos 600 componentes que levaria ao desfile não compareceu, e segundo a crítica, proposta do enredo não foi bem compreendida pelo público.

## Segmentos

### Presidentes
| Nome                  | Mandato        | Ref.  |
| --------------------- | -------------- | ----- |
| Sérgio Pessanha Viana | ? - atualidade | [ 4 ] |

## Carnavais
| Ano  | Colocação | Grupo    | Enredo                                                                     | Carnavalesco | Intérprete         | Ref.                    |
| ---- | --------- | -------- | -------------------------------------------------------------------------- | ------------ | ------------------ | ----------------------- |
| 2011 | 5º lugar  | ÚNICO    | O filho da pátria mãe gentil, Leonel de Moura Brizola, uma epopeia de vida |              |                    | [ 4 ] [ 2 ]             |
| 2012 | 8º lugar  | Especial | No reino da Alegria, quem não se mexe, se arrepia                          |              | Mocotó e Preguinho | [ 3 ]                   |
| 2013 | 2º lugar  | Acesso   | De volta ao passado de olho no futuro, Macaé a princesinha do Atlântico    |              |                    |                         |
| 2014 | Campeã    | Acesso   | Os 30 anos de Boi Sapatão. Quem faz a festa é a Estácio de Sá              |              |                    | [ 5 ] [ 6 ] [ 7 ] [ 8 ] |
| 2015 |           | Especial |                                                                            |              |                    |                         |